# Ivor Bueb
Ivor Léon John Bueb (Londra, 6 giugno 1923 – Clermont-Ferrand, 1º agosto 1959) è stato un pilota automobilistico britannico di Formula 1, deceduto durante una gara di Formula 2 sul Circuito di Clermont-Ferrand.